# Skybound Games
Skybound Games est un éditeur de jeux vidéo américain appartenant à Skybound Entertainment.

## Historique
Skybound Entertainment annonce en avril 2018 la création de Skybound Games, une division d'édition spécialisée dans les jeux indépendants. Coïncidant avec l'annonce, la société signe des contrats d'édition pour les versions console des jeux Slime Rancher (avec Monomi Park) et The Long Dark.
En octobre 2018, en raison de l'effondrement de Telltale Games, Skybound Games annonce son intention de terminer les deux derniers épisodes de The Walking Dead : L'Ultime Saison, Broken Toys et Take Us Back, afin de mettre fin à l'adaptation de la série de Robert Kirkman. En plus de la version numérique, Skybound Games publie des éditions physiques du jeu pour PlayStation 4, Xbox One et Nintendo Switch.
En 2019, Skybound Games publie les versions remasterisées de six jeux classiques : Donjons et Dragons, Baldur's Gate, Baldur's Gate II: Shadows of Amn, Baldur's Gate : Le Siège du dragon, Icewind Dale, Planescape: Torment et Neverwinter Nights, développés par Beamdog. Ils sortent sur consoles et PC plus tard dans l'année.
En juillet 2019, Skybound Games annonce The Walking Dead: The Telltale Definitive Series, une compilation des quatre saisons de The Walking Dead.